# Helsinki
Helsinki (punim finskim nazivom: Helsingin kaupunki (Grad Helsinki), švedski: Helsingfors [▶]), još zvan i "stadi" na lokalnom narječju, glavni je i najveći grad Finske. Smješten je u južnom dijelu zemlje na obali Finskog zaljeva. Helsinki čini konurbaciju s još tri grada - Espoo, Vantaa i Kauniainen, koji su zajedno nazvani područje glavnog grada. Ovo područje ima 1.021.851 stanovnika (stanje 2008. godine).
Podregija Helsinki sadrži mnogo više gradova sa svojom vlastitom autonomijom te ljudima koji njome upravljaju. Regija Uusimaa ima 1.389.052 stanovnika (stanje 2007. godine).

## Povijest
Helsinki je 1550. godine osnovao švedski kralj Gustav Vasa pod imenom Helsingfors. Grad je utemeljen s ciljem razvoja trgovine u južnoj Finskoj (koja je tada pripadala Švedskoj) i da Švedska stvori trgovačku konkurenciju hanzeatskom gradu Revalu (današnji Tallinn) koji se nalazi točno nasuprot Finskog zaljeva. Hanza je bila organizacija većinom njemačkih trgovačkih gradova na južnoj obali Baltičkog mora i u to doba je vršila monopol na trgovinu Baltikom. 1583. je Švedska zauzela Reval i zbog toga je odustala od daljnje izgradnje Helsingforsa, te je ostao malo naselje, a stanovnike je 1708. pogodila kuga. Od 1748. Švedska gradi utvrdu Sveaborg (na švedskom; na finskom tih dana Viapori, danas Suomenlinna) na otocima ispred Helsingforsa i to potiče razvoj grada.
Nakon Napoleonovih ratova 1809. je Rusija zauzela Finsku i stvorila Veliko Vojvodstvo Finske kao dio Ruskog Carstva. Glavni grad Velikog Vojvodstva je u početku bio Turku, ali je od 1812. preseljen u Helsinki da se smanji utjecaj Šveđana kojih je bilo mnogo u Turkuu. 1827. je Kraljevska akademija iz Turkua preseljena u Helsinki i postala je jezgra modernog sveučilišta. Helsinki se kao glavni grad Finske počinje brže razvijati i grade se mnoge nove građevine, posebno u neoklasicističkom stilu (slično kao u Sankt Peterburgu). Ubrzano se razvija industrija.
Nakon 1. svj. rata je Finska stekla neovisnost i Helsinki je postao glavni grad nove države. Tijekom 1918. trajao Finski građanski rat u kojem Helsinki nije pretrpio veća razaranja, ali je pobjednička vojska ("bijeli") vršila teror nad poraženim snagama u gradu. 13. travnja 1918. zauzeli su ga od finskih Crvenoarmejaca Njemačka i Bijela garda finskog zapovjednika Mannerheima. Helsinki je bombardiran tijekom Zimskog rata 1939. – 1940. između Finske i SSSR-a, a i tijekom 2. svj. rata u kojem je Finska zajedno s Njemačkom napala SSSR. Nakon rata se grad brzo razvija i modernizira. 1952. su u Helsinkiju održane Olimpijske igre.

## Zemljopis
Helsinki se nalazi na jugu Finske, na obali Finskog zaljeva koji je dio Baltičkog mora. Smješten je na izrazito razvedenoj obali s više poluotoka i zaljeva koji ulaze duboko u grad, a ispred grada se nalazi mnogo manjih otoka.
Klima je snježno-šumska. Zbog utjecaja Baltičkog mora zimske temperature nisu pretjerano niske. Količina padalina nije velika, više padalina padne ljeti.
Helsinki je s okolnim gradovima (Espoo, Vantaa) povezan u konurbaciju (sustav gradova koji su povezani u jednu cjelinu, ali svaki ima svoju samostalnost). Konurbacija Veliki Helsinki čini najveći urbani sustav i najveću koncentraciju naseljenosti u izrazito rijetko naseljenoj Finskoj. U ovom prostoru živi preko petine stanovništva Finske.
Helsinki je značajno prometno čvorište iz kojeg kreću prometnice prema ostalim dijelovima Finske. Značajna je pomorska veza s Tallinnom u Estoniji koji se nalazi na suprotnoj obali Finskog zaljeva.

## Znamenitosti
Helsinki ima brojne znamenite građevine u neoklasicističkom stilu koji dijelom podsjeća na antiku, a bio je popularan u 19. st. Veći broj građevina je izgradio arhitekt Carl Ludvig Engel. Najpoznatija je luteranska katedrala. Ispred Katedrale je poznata skulptura ruskog cara Aleksandra II. koji je imao titulu Velikog vojvode Finske. Poznata je i pravoslavna katedrala Uspenski. Postoje i brojne građevine koje je u funkcionalističkom stilu gradio Alvar Aalto. Na otoku ispred Helsinkija je tvrđava Suomenlinna koja se nalazi na listi svjetske baštine UNESCO-a. U gradu se nalazi i Finska nacionalna knjižnica.

## Gospodarstvo
Helsinki je glavni grad gospodarski vrlo razvijene Finske i u njemu se prema procjenama ostvaruje trećina finskog dohotka. Smatra se da je Helsinki jedan od gradova s najvećim dohotkom po stanovniku u svijetu. U Velikom Helsinkiju je sjedište većine finskih poduzeća uključujući i globalnu firmu Nokiju koja ima sjedište u povezanom gradu Espoo.

## Vanjske poveznice
- Službena stranica (fin.) (šved.) (njem.) (engl.) (fr.) (rus.)
- Helsinki.fi (engl.) (fin.) (šved.)

### Ostali projekti
|  | Zajednički poslužitelj ima još gradiva o temi Helsinki |